# Nobby Stiles
Norbert Peter "Nobby" Stiles (Manchester, 18 mei 1942 - aldaar, 30 oktober 2020) was een Engels voetballer die speelde als verdedigende middenvelder. 

## Clubcarrière
Stiles kwam het grootste deel van zijn clubcarrière uit voor Manchester United, waar hij samenspeelde met onder meer George Best en Bobby Charlton. Met The Red Devils won hij tweemaal de Football League First Division en eenmaal de Europacup I. Stiles is naast Bobby Charlton en Ian Callaghan een van slechts drie Engelsen die zowel een Wereldkampioenschap als een Europacup I hebben gewonnen.
Stiles, een qua gestalte (168 cm) kleine defensieve middenvelder, speelde later kortstondig voor Middlesbrough en Preston North End en was trainer bij achtereenvolgend Preston North End, Vancouver Whitecaps en West Bromwich Albion.

## Interlandcarrière
Stiles speelde vijf jaar voor Engeland en kwam tot 28 caps waarin hij eenmaal doel trof. Hij speelde elke minuut mee op het door Engeland gewonnen WK 1966. Zijn beste prestatie in het Engelse shirt was waarschijnlijk tijdens de halve finale van dat toernooi tegen Portugal, waarin hij de taak kreeg om de productieve Eusébio te verdedigen, die in desbetreffende wedstrijd nauwelijks kansen kreeg.
Stiles speelde ook mee in de finale, waarin met 4-2 werd gewonnen van West-Duitsland. Hij werd vooral bekend doordat hij na afloop van de finale op het veld van Wembley dansend feestvierde met in zijn ene hand de wereldbeker en in de andere zijn kunstgebit.

## Persoonlijk leven
In 2000 ontving Stiles de Orde van het Britse Rijk na een campagne door een sectie van de Engelse media die verrast waren dat vijf leden van het team van 1966 nooit officieel waren onderscheiden. Naast Stiles ontvingen Alan Ball jr., Roger Hunt, Ray Wilson en George Cohen de onderscheiding.
In 2013 werd bij Stiles prostaatkanker geconstateerd en ook leed hij aan de ziekte van Alzheimer. Hij overleed in een verzorgingstehuis, 78 jaar oud.

## Erelijst
Manchester United
- FA Cup: 1962/63
- Football League First Division: 1964/65, 1966/67
- FA Charity Shield: 1965 (gedeeld), 1967 (gedeeld)
- Europacup I: 1968

 Engeland
- Wereldkampioenschap voetbal: 1966
- British Home Championship (3): 1964/65, 1965/66, 1969/1970